# Кваша, Яков Бенционович
Яков Бенционович Кваша (1903—1976) — советский учёный, экономист, статистик, доктор экономических наук.

## Биография
Яков Кваща родился 24 мая 1903 года.
В 1926 году окончил Факультет общественных наук 1-го МГУ.
С 1925 по 1938 год работал в Центральном статистическом управлении и Госплане СССР.
В 1938 году году был арестован и осужден по ст. 58 УК СССР за «Вредительство при проведении переписи промышленного оборудования». Находился в местах лишения свободы с 1938 до 1955 года. Был сослан на золоторудный прииск Матросов на Колымской трассе в Магаданской области. После освобождения был реабилитирован.
С 1955 года работал старшим научным сотрудником Института экономики Академии наук СССР.
В 1966 году защитил диссертацию на соискание учёной степени доктора экономических наук по теме «Статистика новой техники. Механизация труда и автоматизация производства. Концентрация и специализация промышленного производства».

## Научная деятельность
В 1925—1928 годах участвовал в разработке программы годовых обследований промышленности.
В 1932 и 1934 годах руководил программно-методологическими и методическими работами при проведении Всесоюзных переписей оборудования. Разрабатывал классификационные схемы для отраслей промышленности, народного хозяйства и оборудования. Изучал вопросы воспроизводства, производительности труда, капиталоемкости, эффективности использования основных фондов в промышленности, а также концентрацию производства и промышленную статистику.